# Polnische Meisterschaften im Biathlon 2008
Die Polnischen Meisterschaften im Biathlon wurden 2008 in Jakuszyce ausgetragen. Die Wettkämpfe am 28. und 29. Dezember lagen in der Wettkampfpause des Biathlon-Weltcups um die Jahreswende. Ausgetragen wurden die Titelkämpfe im Sprint und der Verfolgung. Während bei den Männern Tomasz Sikora seine sehr gute Form der bisherigen Saison bestätigen konnte und zweimal überlegen Meister wurde, bestätigte Magdalena Gwizdoń ihre bislang eher schlachte Form. So gewannen die Titel Krystyna Pałka im Sprint und die Nachwuchshoffnung Weronika Nowakowska in der Verfolgung.

## Frauen

### Sprint 7,5 km
| Platz | Name                | Fehler | Zeit    |
| ----- | ------------------- | ------ | ------- |
| 1     | Krystyna Pałka      | 0      | 24:21.9 |
| 2     | Weronika Nowakowska | 2      | +30.6   |
| 3     | Magdalena Gwizdoń   | 2      | +32.1   |
| 4     | Paulina Bobak       | 1      | +1:00.7 |
| 5     | Agnieszka Grzybek   | 3      | +1:25.5 |
| 6     | Magdalena Nykiel    | 3      | +2:19.6 |
| 7     | Karolina Pitoń      | 4      | +3:33.6 |
| 8     | Monika Hojnisz      | 2      | +4:02.1 |
| 9     | Katarzyna Jakieła   | 2      | +4:26.0 |
| 10    | Iwona Iwaniec       | 1      | +4:45.7 |

Datum: 28. Dezember

Am Start waren 40 Biathletinnen. Krystyna Pałka profitierte bei ihrem Sieg von ihren fehlerfreien Schießeinlagen. Favoritin Magdalena Gwizdoń präsentierte sich wie schon in den Saisonrennen zuvor in mäßiger Form und kam nur auf den Bronzerang. Insgesamt war eine große Leistungsschwankung bei den Athletinnen erkennbar. Izabela Malinowska hatte als Letztplatzierte 14:39.5 Minuten Rückstand. A-Kader-Athletin Patrycja Hojnisz wurde mit 6:12.7 Minuten Rückstand nur 15. Katarzyna Ponikwia war nicht am Start.

### Verfolgung 10,0 km
| Platz | Name                | Fehler | Zeit     |
| ----- | ------------------- | ------ | -------- |
| 1     | Weronika Nowakowska | 3      | 33:38.0  |
| 2     | Magdalena Gwizdoń   | 5      | +37.6    |
| 3     | Paulina Bobak       | 3      | +1:35.5  |
| 4     | Agnieszka Grzybek   | 6      | +2:22.5  |
| 5     | Magdalena Nykiel    | 5      | +4:30.2  |
| 6     | Karolina Pitoń      | 6      | +6:55.2  |
| 7     | Monika Hojnisz      | 4      | +7:26.1  |
| 8     | Magdalena Kępka     | 6      | +10:51.2 |
| 9     | Katarzyna Jakieła   | 7      | +11:38.4 |
| 10    | Katarzyna Leja      | 7      | +11:45.7 |

Datum: 29. Dezember

Am Start waren 30 Athletinnen. Nicht mehr am Start war die Siegerin des Sprintwettbewerbs, Krystyna Pałka. Sie konnte aufgrund schon länger andauernder Rückenbeschwerden sowie einer Lebensmittelvergiftung nicht antreten. Davon profitierte Weronika Nowakowska, die nach dem Vizemeistertitel im Sprint zuvor ihren ersten Titel gewann. Größere Verschiebungen gab es im vorderen Klassement nicht mehr. Festzustellen war die weitere Leistungsstreuung. Die Letztplatzierte Dorota Wojda hatte 29:33.2 Minuten Rückstand auf die Siegerin. Weiterhin auffällig waren die zum Teil schlechten Schießergebnisse.

## Männer

### Sprint 10,0 km
| Platz | Name            | Fehler | Zeit    |
| ----- | --------------- | ------ | ------- |
| 1     | Tomasz Sikora   | 0      | 27:49.8 |
| 2     | Adam Kwak       | 3      | +3:21.9 |
| 3     | Łukasz Szczurek | 4      | +3:38.7 |
| 4     | Grzegorz Bril   | 4      | +3:53.9 |
| 5     | Mirosław Kobus  | 3      | +4:00.7 |
| 6     | Mariusz Leja    | 2      | +4:15.1 |
| 7     | Sebastian Witek | 4      | +4:29.1 |
| 8     | Rafał Lepel     | 3      | +4:53.4 |
| 9     | Piotr Kotas     | 3      | +5:02.3 |
| 10    | Łukasz Witek    | 6      | +5:23.3 |

Datum: 28. Dezember

Am Start waren 57 Athleten. Tomasz Sikora überragte den Wettkampf. Insgesamt gab es bei den Leistungen eine weite Streuung, Krzysztof Jaszak kam als Letzter mit 17:20.3 Minuten Rückstand ins Ziel. Aus dem A-Kader kam Tomasz Puda nur auf den 19. Platz. Krzysztof Pływaczyk war nicht am Start.

### Verfolgung 12,5 km
| Platz | Name            | Fehler | Zeit     |
| ----- | --------------- | ------ | -------- |
| 1     | Tomasz Sikora   | 1      | 35:49.6  |
| 2     | Łukasz Szczurek | 5      | +6:24.0  |
| 3     | Adam Kwak       | 9      | +8:11.8  |
| 4     | Sebastian Witek | 6      | +8:25.2  |
| 5     | Grzegorz Bril   | 9      | +8:51.0  |
| 6     | Piotr Kotas     | 4      | +9:04.5  |
| 7     | Mirosław Kobus  | 6      | +9:04.8  |
| 8     | Rafał Lepel     | 5      | +10:22.5 |
| 9     | Mariusz Leja    | 9      | +10:31.6 |
| 10    | Tomasz Puda     | 2      | +10:57.7 |

Datum: 22. September

Am Start waren nur noch 28 Athleten. Auffällig war die erneute Überlegenheit Sikoras, die zum Teil schlechten Schießleistungen sowie die weitere Leistungsstreuung. Grzegorz Korzeń hatte als Letztplatzierter 20:12.5 Minuten Rückstand auf den Sieger. Tomasz Puda verbesserte sich dank einer guten Schießleistung um 10 Plätze, Łukasz Witek hingegen fiel mit 12 Fehlern auf den 15. Rang zurück.